# 維斯卡查尼山 (馬爾卡帕塔-奧孔加特)
13°42′38″S 71°04′48″W / 13.71056°S 71.08000°W
維斯卡查尼山（Huiscachani），是秘魯的山峰，位於該國東南部庫斯科大區，由基斯皮坎奇省負責管轄，屬於韋爾卡努塔山脈的一部分，海拔高度約6,000米。